# August Bernatz
August Georg Matthäus Bernatz (Kempten, 8 de setembro de 1828 – Regensburg, 21 de agosto de 1905) foi um empresário da construção civil alemão.

## Vida
Filho do hidrologista Matthäus Bernatz.
Em 1880 realizou seu primeiro grande projeto de abastecimento de água na então pertencente à Alemanha Lorena. Em 1883 estabeleceu-se em Mannheim, onde fundou uma firma de construção hidráulica com dragagem a vapor para engenharia de portos e rios. Na construção duas pontes giratórias na porto de Mannheimer trabalhou com o engenheiro de construção de pontes August Grün. Em março de 1886 fundaram a empresa Bernatz & Grün, que ganhou o concurso para a Friedrichsbrücke e realizou sua construção.
Por causa de desacertos Bernatz deixou em 1892 a empresa, sendo sucedido por Paul Bilfinger.